# دست (فیلم ۱۹۶۵)
دست (به زبان چک: روکا Ruka) فیلم پویانمایی ساختهٔ ییژی ترانکا کارگردان اهل جمهوری چک است. ترانکا پویانمایی دست را به روش استاپ‌موشن عروسک خیمه شب بازی در سال ۱۹۶۵ ساخت. دست آخرین اثر این کارگردان است. آکادمی علوم و هنرهای سینمایی این فیلم را به عنوان پنجمین پویانمایی برتر تاریخ سینما اعلام کرده است.
این فیلم برای اولین بار در سال ۱۹۶۵ به نمایش در آمد. هنگام درگذشت ترانکا در سال ۱۹۶۹، فیلم به دلیل نمایش سیاست‌های محدودکننده‌ای که بسیاری از هنرمندان در آن مجبور به کار بودند، توقیف شده بود.

## طرح
این فیلم درگیری و تضاد بین دلقک و دستی قدرتمند را نمایش می‌دهد. دلقک هنرمندی است که مجسمه می‌سازد. دست قدرتمند به او دستور می‌دهد که فقط مجسمه دست را بسازد اما دلقک تصمیم می‌گیرد که در برابر این دستور بایستد. دلقک بدون توجه به دستور دست قدرتمند به ساخت گلدان‌های سرامیک برای گل‌های خانه‌اش ادامه می‌دهد. دست با تهدید، دستکاری و ایجاد دردسر برای تغییر تفکر دلقک تلاش می‌کند.
دست بالاخره دلقک را دستگیر کرده، او را در قفس زندانی و مجبور به ساخت مجسمه‌های دست می‌کند. دست به دلیل ساخت مجسمه‌هایش به دلقک مدال‌ها و جایزه‌ها می‌دهد اما دلقکِ ناراحت تصمیم به فرار می‌گیرد. او مجسمه بزرگ دست را پایین می‌آورد و در دیوار قفس سوراخی ایجاد می‌کند. دلقک درحالی که دست او را تعقیب می‌کند از قفس فرار می‌کند. در هنگام دویدن، دلقک تمام مدالها و جوایز خود را دور میندازد. دلقک به خانه می‌رود، و خود را در خانه حبس می‌کند. در حال هل دادن کمد برای ممانعت از ورود دست به خانه اش، ناگهان یکی از گلدان‌های سرامیکی اش به روی او می‌افتد. دلقک روی زمین می‌افتد و در حال مردن، گلهای عزیزش را که بیرون از گلدان افتاده‌اند نگاه می‌کند. هنگامی که دست قدرتمند وارد خانه می‌شود، دلقک مرده است. دست قدرتمند از کمد به عنوان تابوت دلقک استفاده می‌کند و مراسم دفن باشکوهی برای وی ترتیب می‌دهد.

## میراث
در ۱۷ نوامبر ۲۰۱۵ از بنای یادبود ییژی ترنکا در پیلسن پرده برداری شد که یادآور فیلم دست نیز می‌باشد.

## جوایز
لیست جوایز دریافت شده توسط دست:
- جایزه ویژه هیئت داوران جشنواره بین‌المللی فیلم‌های انیمه انسی، ۱۹۶۵
- جایزه اول در کتگوری کارتون، برگامو، ۱۹۶۵
- جایزه نقره‌ای، ملبورن، ۱۹۶۶
- بهترین فیلم تمام جشنواره سال (جایزه منتقدان), انسی، ۱۹۹۰